# Hoornvlies Patiënten Vereniging
De Hoornvlies Patiënten Vereniging of HPV is een Nederlandse belangenvereniging voor mensen met aandoeningen aan het hoornvlies ofwel cornea.

## Oprichting
In augustus 2005 werd de HPV opgericht om de belangen van hoornvliespatiënten te behartigen. Tot de activiteiten behoren onder meer het organiseren van de Nationale Hoornvliesdag, het stimuleren van onderzoek, het onderhouden van contacten met andere instanties op dit gebied en het ondersteunen van lotgenotencontact.

## Nationale Hoornvliesdag
Ieder jaar organiseert de HPV een Nationale Hoornvliesdag voor leden waarop specialisten lezingen houden en waarop veel ruimte is gereserveerd voor lotgenotencontact. Elk jaar komen hier mensen uit alle regio's voor de informatie en vooral voor de contacten. Patiëntenervaringen worden afgewisseld met lezingen over nieuwe ontwikkelingen en technieken.

## Oogbanken
De HPV onderhoudt contacten met het Ministerie Volksgezondheid, Welzijn en Sport omtrent de verdeling van de donor-hoornvliezen over de diverse oogbanken in Nederland en met de diverse actoren in de weefselketen.